# Ortografie
În lingvistică, termenul ortografie (< la  orthographia < el  ὀρθογραφία orthographia ← ὀρθός orthos „drept, corect)” + γράφειν graphein „a scrie”) denumește un sistem de norme referitoare la scrierea unei limbi, făcând parte din standardul acesteia, în raport cu care se judecă drept corecte sau incorecte formele pe care le realizează în scris utilizatorii limbii. Cuprinde reguli privitoare la redarea sunetelor și grupurilor de sunete (foneme) cu caracterele (litere etc.) cu care este scrisă limba (grafeme), de folosire a majusculelor și minusculelor (în sistemele de scriere care le au), de despărțire în silabe, de distingere a cuvintelor compuse de grupurile de cuvinte omofone cu acestea, de folosire a semnelor ortografice (semne de punctuație, ghilimele, cratimă, apostrof, linie de pauză etc.).
Ortografia, ca și varietatea standard a limbii în general, este o creație conștientă, la început a diverși cărturari, apoi a unor lingviști, fiind un fapt nu numai lingvistic, ci și social și cultural. Ea răspunde cerinței firești a colectivității lingvistice de a avea repere comune standardizate în scrierea limbii, fixate în lucrări de specialitate (îndreptare, dicționare, manuale etc.). Se bazează pe realitatea limbii, dar și pe diverși factori extralingvistici: istorici, religioși, politici etc..
Ortografia tinde să creeze norme cât mai unitare, dar nu o poate face conform unui singur principiu, ci este nevoită să aplice mai multe, care sunt contradictorii. De aceea, normele ei nu corespund în întregime limbii vorbite în mod real, ci sunt convenționale. Totodată, limba fiind în continuă evoluție, ortografia rămâne mereu în urma ei. Aceasta se observă mai ales în limbile cu o tradiție a culturii scrise relativ veche, precum franceza, engleza, irlandeza, tibetana, germana, greaca etc.
După unii lingviști, din cauza caracteristicilor sale, spre deosebire de lingvistică, ortografia nu poate fi considerată științifică, deoarece nu se ocupă cu ceea ce există, ca știința, ci cu ceea ce creatorii ei consideră că ar trebui să fie.

## Principiile ortografiei
Ortografiile tuturor limbilor se bazează pe mai multe principii. Astfel sunt principiul fonologic (sau fonemic), principiul morfologic, principiile istoric și etimologic, principiile sintactic și lexico-gramatical, principiul economiei (sau al simplității), principiul omonimic (sau discriminativ), principiul simbolic etc. Care din acestea este preponderent sau preponderente, și în ce măsură se manifestă, este în funcție de o limbă sau alta.

### Principiul fonologic
Conform pricipiului fonologic, fiecărui fonem ar trebui să-i corespundă în scris un singur caracter (ex. c) sau un singur grup de caractere (ex. ch), cu denumirea comună „grafem” și fiecărui grafem un singur fonem. Nu este vorba de corespondență sunet – caracter/grup de caractere, utilizatorii limbii distingând numai fonemele, deoarece numai acestea diferențiază sensuri. De exemplu, în limbile din diasistemul slav de centru-sud (bosniacă, croată, muntenegreană, sârbă, prescurtat BCMS) se scrie Ana și Anka cu n, corespunzător fonemului /n/, deși se pronunță [ana], respectiv [aŋka]. În limba maghiară de asemenea, corespondența este între fonemul /n/ și grafemul ⟨n⟩, ex. dönt [dønt] „decide” și döng [døŋg] „bâzâie”.
Principiul fonologic este preponderent în limbile română, italiană, cehă, maghiară, finlandeză, turcă, bielorusă, BCMS etc., dar nu în aceeași măsură. Printre cele care îl aplică foarte consecvent sunt BCMS, finlandeza și turca, iar mai puțin consecventă decât acestea este, bunăoară, maghiara.
Acest principiu se aplică uneori în dauna altora, mai limitat aplicate în aceste limbi, mai ales a principiului morfologic. De exemplu, în BCMS se redau în mod sistematic în scris asimilările de consoane la limita dintre morfemele din cuvinte, ex. sr  težak „greu” → teška „grea”, bez kuće „fără casă” → beskućnik „om fără adăpost”, deci se alterează forma morfemelor.
În limba rusă se întâlnește de asemenea aplicarea principiului fonologic în dauna celui morfologic la prefixare, ex. бесполезный bespoleznîi „nefolositor” vs. безболезненный bezboleznennîi „nedureros”.
Un exemplu în maghiară este asimilarea redată în scris a mărcii j [j] a imperativului de către unele consoane finale de radical: kér „cere” → kérj! „cere!” (fără asimilare) vs. keres „caută” → keress! „caută!” (asimilarea lui [j] de către [ʃ]).

### Principiul morfologic
Conform principiului morfologic, scrierea ar trebui să reflecte fidel structura internă a cuvintelor.
În BCMS, aplicarea principiului morfologic are caracter de excepție, de exemplu când la întâlnirea unei prepoziții cu cuvântul următor, nu se redă în scris asimilarea consoanei finale a primei de către cea inițială a celui din urmă, ex. hr  kod kuće [kotkut͡ɕe] „acasă”, s bratom [zbratom] „cu fratele”.
În ortografia română se fac mai multe concesii principiului morfologic decât în BCMS. Astfel, după ch și gh se scrie ea în cuvintele în care acest grup alternează cu e în flexiune și/sau în derivate (ex. cheag → închega, gheată → ghete, ghetuță) și se scrie ia când nu există forme alternante (chiar, ghiaur), deși pronunțarea diftongului este aceeași.
Și în maghiară se dă mai multă importanță principiului morfologic decât în BCMS. De pildă, acesta se aplică la adăugarea desinențelor la indicativ prezent, ex. dob „aruncă” → dobsz [dops] „arunci”.
De asemenea, în rusă, un cuvânt ca дуб dub „stejar” se scrie cu б (b), necorespunzător cu pronunțarea, care este [dup], cu perechea surdă a lui /b/, dar cu o desinență cu inițială vocalică, scrierea devine corespunzătoare pronunțării: 'дубы dubî „stejari”.
Într-o limbă ca franceza, în ortografia căreia predomină principiile istoric și etimologic, ea are totuși și funcție morfologică, printre altele asigurând unitatea cuvântului în diversele sale forme care exprimă categoriile gramaticale, prin păstrarea în scris a unor litere în forme în care sunetele corespunzătoare nu se mai pronunță, ex. prend [pʁɑ̃] „ia” → prendre [pʁɑ̃dʁ] „a lua”, petit [pəti] „mic” → petite [pətit] „mică”.

### Principiile sintactic și lexico-gramatical
Pe aceste principii se bazează scrierea într-un cuvânt a unui cuvânt compus și în cuvinte aparte a unui grup de cuvinte omofon cu cuvântul compus. Între cele două entități există o diferență de statut lexico-gramatical și de sens. Bidu-Vrănceanu 1997 amintește numai de principiul sintactic, dând ca exemplu în română nici o dată (conjuncție + numeral + substantiv) vs. nicio dată (adjectiv pronominal + substantiv) vs. niciodată (adverb).
Iarțeva 1990 diferențiază principiile lexico-sintactic și lexico-morfologic, dând ca exemplu de aplicare a primului назад и вперёд смотрящий nazad i vperiod smotriașcii „care privește înapoi și înainte” vs. вперёдсмотрящий vperiodsmotriașcii (substantiv) „om care vede departe”, iar pentru principul lexico-morfologic – с начала года s naciala goda „de la începutul anului” vs. сначала snaciala (adverb) „la început, mai întâi”.
În maghiară sunt foarte multe cuvinte compuse, prin urmare și asemenea cazuri sunt numeroase, ex. zöld hullám „undă (de apă de culoare) verde” vs. zöldhullám „undă verde” (serie de semafoare care indică trecere permisă).
Ca aplicare a principiului sintactic, Dubois 2002 prezintă formele scrise ale participiului trecut al verbului conjugat la formele temporale compuse, care în marea majoritate a cazurilor nu se diferențiază în aspectul oral al limbii, destinate a indica genul și numărul complementului direct plasat înaintea predicatului, ex. Les fleurs que j’ai cueillies (feminin plural) „Florile pe care le-am cules”.

### Principiul economiei
În virtutea acestui principiu, caracterele inutile dintr-un motiv sau altul ar trebui eliminate. De pildă, în BCMS, se elimină literele necorespunzătoare vreunui sunet la contactul dintre morfemele care se termină, respectiv încep cu aceeași consoană (ex. sr  Rus + -ski → ruski „rusesc”) sau când consoanele sunt diferite, dar una o asimilează complet pe cealaltă, ex. pet „cinci” + deset „zece” → pedeset „cincisprezece”.
În maghiară, toate consoanele pot fi scurte sau lungi. Dacă cele scurte sunt scrise cu o digramă, în varianta lor lungă se elimină a doua literă din prima digramă, ex. rossz [rosː] „rău” în loc de *roszsz.
Deși ortografia ei este preponderent istorică, și într-o limbă ca engleza se aplică uneori principiul economiei, ex. judge „judecător” vs. judgment „judecată”.

### Principiile istoric și etimologic
Unii autori consideră aceste principii împreună, cu denumirea de „principiu etimologic sau tradițional-istoric”, „principiu etimologic” sau „principiu tradițional”, în schimb alții le diferențiază. Aceste principii predomină în limbi care se scriu de relativ foarte multă vreme, provocând mari discrepanțe între scriere și pronunțare.
Principiul istoric se manifestă prin păstrarea unor grafii din stări ale evoluției limbii anterioare celei actuale, adică ortografia a rămas în urma evoluției limbii.
Cele mai vechi grafii păstrate în franceză sunt din limba latină, ex. qu și c pentru /k/, ca în cuvintele quand „când” și courir „a alerga”, sau c și s pentru /s/, ca în céder „a ceda” și sévère „sever”. Alte grafii provin din franceza veche, ex. cea a unor diftongi de atunci care s-au redus ulterior la câte o vocală: ai [e] sau [ɛ], au [o].
Ortografia engleză reflectă inventarul de sunete al englezei medii târzii (sfârșitul secolului al XV-lea). De pildă, diftongul [ou̯] se scria ou, dar a evoluat diferit în diferite contexte fonetice, în timp ce grafia ou s-a păstrat în acestea: through [θruː] „prin”, thousand [ˈθaʊznd] „(o) mie”, thought [θɔːt] „gând, idee”, though [ðəʊ] „deși”, tough [tʌf] „dificil”, cough [kɒf] „tuse”, could [kʊd] „a putut, putea”.
Prin principiu etimologic, autorii care îl consideră aparte înțeleg introducerea de către cărturari, în unele cuvinte, a unor caractere suplimentare față de forma la care au evoluat cuvintele, numai cu scopul de a reflecta etimologia lor. Astfel au apărut în franceză unele litere parazite, nepronunțate, în cuvinte moștenite din latină, precum h în homme „om”, scris până atunci ome, sau p, în cuvintele corps (← cors) „corp”, compter (← conter) „a număra”. De asemenea, scrierea unor cuvinte împrumutate din latină în Evul Mediu a ezitat mai întâi între fonologică și etimologică, impunându-se cea din urmă, ex. filosofie → philosophie.
În engleză au avut loc schimbări analoge în secolul al XIX-lea, de pildă prin introducerea scrierii debt „datorie (materială)”, pentru a aminti de cuvântul latinesc debitum, în loc de dette împrumut din franceză cu aceeași origine, sau receipt „rețetă” (← receit < franceza veche receite < latină recepta).
Ortografii în care predomină principiul fonologic nu sunt lipsite de abateri de la acesta în favoarea acestor principii.
În română se scriu în virtutea principiului tradițional pronume personale și forme ale verbului a fi cu e inițial pronunțat [je] (eu, este etc.), iar în virtutea celui etimologic se respectă scrierea străină a unor împrumuturi relativ recente, precum quasar.
În maghiară, singurul fonem care se scrie în două feluri este /j/: în majoritatea cazurilor j, dar ly în cuvintele în care această digramă se pronunța mai demult [lj], ex. gólya [goːjɒ] „barză”.
Un exemplu în rusă este redarea fonemului /v/ prin litera г (g), în forma de genitiv masculin și neutru singular a adjectivelor, în care într-o epocă anterioară s-a pronunțat [g], ex. доброго человека dobrovo celoveka „al/a/ai/ale omului bun”.

### Principiul omonimic
Conform acestui principiu, cuvintele care sună la fel (omonime omofone) n-ar trebuie să fie și omografe (să se scrie la fel), ca să se evite confuziile. Principiul omonimic este aplicat mai ales în ortografiile limbilor în care predomină principiul istoric. O seamă de cuvinte cu etimoane diferite au ajuns, prin evoluție, să fie omofone și s-a simțit nevoia să rămână diferențiate măcar în scris. În franceză, de exemplu, există un caz de omofonie a șase cuvinte, fără a mai socoti și formele lor după diferite categorii gramaticale. Astfel, se pronunță identic ([sɛ̃]), dar se scriu diferit, pe baza etimoanelor lor, cuvintele ceint „încins (cu o cingătoare)”, cinq „cinci”, sain „sănătos”, saint „sfânt”, sein „sân”, seing „semnătură”.
Uneori se diferențiază astfel și cuvinte omofone cu același etimon, dar care au devenit polisemantice, ex. fr  dessin „desen” și dessein „plan, scop”, ambele pronunțate [desɛ̃], cf. it  disegno.
În engleză, un astfel de exemplu este la  plānus > plane „suprafață plană” și plain „evident, simplu”, ambele pronunțate [pleɪn].

### Principiul simbolic
Acest principiu este aplicat în toate limbile care folosesc alfabete cu litere minuscule și litere majuscule, pentru diferențierea prin inițială a cuvintelor folosite și ca nume comune ori ca adjective, și ca nume proprii, sau cu o valoare curentă și una specială în context. Exemple:
ro  poartă vs. Poarta (otomană);
fr  français „francez” (adjectiv), „limba franceză” (substantiv nume de limbă) vs. Français „francez(i)” (nume de aparținător la un popor);
en  river „râu” vs. the River Aire „râul Aire”;
cnr  stari „bătrân” vs. Stari kontinent „bătrânul continent” (Europa);
hu  föld „pământ” vs Föld „Pământ” (planeta).

### Inițiala majusculă de respect
Ortografia franceză prevede de asemenea scrierea cu inițială majusculă a substantivelor comune și a pronumelor și adjectivelor pronominale care se referă la ele, folosite ca titluri ale unor persoane și în adresarea către acestea, ex. Cher Monsieur, „Stimate domn,”; Docteur, „Domnule doctor,”; Sa Majesté „Majestatea Sa”.
Și în alte limbi există această regulă:
ro  Domnule Director,; Excelența Voastră;
en  Uncle William „unchiul William”;
hr  Obraćam Vam se radi nekih podataka koje mi samo Vi možete dati „Mă adresez Dumneavoastră pentru unele date pe care numai Dumneavoastră mi le puteți da”;
hu  Szeretnék mindig Veled lenni „Aș vrea să fiu mereu cu tine” (pronume cu majusculă, facultativă în scrisoare particulară).

## Semnele ortografice
Fiecare ortografie repertoriază semnele ortografice de folosit și dă reguli de utilizare a lor. Unele moduri de folosire sunt comune mai multor limbi, altele sunt diferite.
De exemplu, în general, propozițiile și frazele interogative se marchează cu semnul întrebării, iar cele exclamative cu semnul exclamării, la sfârșitul lor, dar în limba spaniolă se pun și la început de propoziție/frază, precum și în interiorul propoziției, înaintea părții respective propriu-zise, inversate vertical, ex. ¿Cuándo llegaste? „Când ați sosit?”, Y María ¿dónde está? „Dar María unde e?”, ¡No me fastidies! „Nu mă plictisi!”.
Alt exemplu este cel al folosirii blancului (spațiului) în raport cu celelalte semne ortografice, în scrierile dactilografiate și imprimate. În franceză, de exemplu, se lasă blanc înaintea semnelor două puncte, punct și virgulă, întrebării, exclamării și ghilimele închise, precum și după ghilimelele deschise, dar nu și în română.